# Sam Effah
Sam Effah (ur. 29 grudnia 1988 w Calgary) – kanadyjski lekkoatleta, sprinter.
Medalista młodzieżowych mistrzostw NACAC. W 2009 reprezentował swój kraj podczas mistrzostw świata w Berlinie. W biegu na 200 metrów odpadł w ćwierćfinale (25. miejsce), a w sztafecie 4 x 100 metrów zajął, razem z kolegami z reprezentacji 5. lokatę.

## Rekordy życiowe
- bieg na 50 metrów (hala) – 5,67 (2011)
- bieg na 60 metrów (hala) – 6,57 (2010)
- bieg na 100 metrów – 10,06 (2010)
- bieg na 200 metrów – 20,65 (2009)[3]
- bieg na 300 metrów (hala) – 33,60 (2010)